# Arthur Harper
Arthur Harper (* 1939 in Asheville, North Carolina; † 28. Juni 2004 in Germantown, Pennsylvania) war ein US-amerikanischer Jazzmusiker (Kontrabass, Komposition).

## Leben und Wirken
Harper, der in Philadelphia aufwuchs und mit Mickey Roker zur Schule ging, spielte während seiner Highschool-Zeit mit den Heath Brothers, den Bryant Brothers und dem Trompeter Lee Morgan. Er verließ die Schule, um in New York mit den Charlie Parker All Stars aufzutreten. Weiterhin begleitete er Bud Powell und Mary Lou Williams. 12 Jahre gehörte er zum Sextett von J. J. Johnson, mit dem er international tourte. Ab den frühen 1960er-Jahren arbeitete er zudem in den Jazzbands u. a. von Jimmy Heath, Wes Montgomery, Betty Carter, Paul Winter und Ray Bryant. 1964 wirkte er bei Probeaufnahmen von Archie Shepp mit (Derailleur: The 1964 Demo Session); im selben Jahr trat er auf dem Newport Jazz Festival anlässlich eines Charlie-Parker-Tributs mit Howard McGhee, J.J. Johnson, Sonny Stitt, Harold Mabern und Max Roach auf. 1968 gehörte er Woody Herman and His Orchestra an. In späteren Jahren spielte er vor allem mit Shirley Scott, aber auch mit dem Odean Pope & Khan Jamal Quartet (Nothing Is Wrong). Im Bereich des Jazz war er laut Tom Lord zwischen 1960 und 2002 an 22 Aufnahmesessions beteiligt.
Arthur Harper ist Onkel von Nioka Workman und Schwager von Reggie Workman. Er starb an den Folgen von Lungenkrebs.